# Rossini (film)
Rossini (tyska: Rossini – oder die mörderische Frage, wer mit wem schlief) är en tysk komedifilm från 1997 i regi av Helmut Dietl.

## Utmärkelser
Filmen vann Tyska filmpriset för bästa film 1997.

## Roller i urval
- Götz George - Uhu Zigeuner
- Mario Adorf - Paolo Rossini
- Heiner Lauterbach - Oskar Reiter
- Gudrun Landgrebe - Valerie
- Veronica Ferres - Snövit
- Joachim Król - Jakob Windisch
- Hannelore Hoger - Charlotte
- Armin Rohde - Dr. Sigi Gelber
- Jan Josef Liefers - Bodo Kriegnitz
- Martina Gedeck - Serafina
- Meret Becker - Zille Watussnik
- Edgar Selge - Melk